# Wolfgang Tillmans
Wolfgang Tillmans, född 16 augusti 1968 i Remscheid i Tyskland, är en tysk fotografikonstnär. Han slog igenom i början på 1990-talet när han fick verk publicerade i tidskrifter som brittiska i-D och tyska Spex. Han fick år 2000 det brittiska Turnerpriset som första icke-britt och som första konstnär med fotografi som medium.
Wolfgang Tillmans var i Storbritannien som utbytesstudent i gymnasieåldern och studerade sedan konst på The Arts University College at Bournemouth 1990-92. Efter studierna bodde och verkade han i London och New York. Han flyttade sin ateljé till Berlin 2011 och bor i både London och Berlin.
Hans första publicerade verk var vanligen ögonblicksbilder på personer från klubbscenen, alternativa kollektiv och gayvärlden och han förknippas fortfarande med den typen av fotografi.
Hans första verk gjordes utan kamera genom att klippa ut bilder och text från tidningar skapa nya bilder med en kopieringsmaskin. Han menar att han tidigt fascinerades av mediet fotografi och har därefter skapat flera metakonstverk som avbildar fotografiskt papper på fotografi samt abstrakta verk genom lek med ljus och smutsiga vätskor vid framkallning och kopiering.
Han har inspirerats av ett barndomsintresse för rymden och undersöker konstverks värde genom att låta göra förstoringar av till synes obetydliga fotografier hittade på vinden och hänga upp små originalverk bredvid.
I början av 2000-talet gjorde han en video till Pet Shop Boys och videokonstverket Lights (Body).
Wolfgang Tillmans fick Hasselbladpriset 2015. Tillmans finns representerad vid Moderna museet,

## Bildgalleri

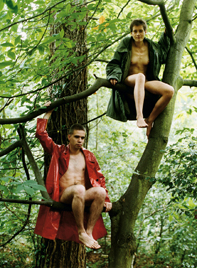
Lutz och Alex i trädet, 1992.
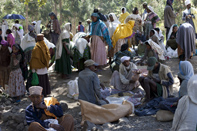
Marknad, 2012.
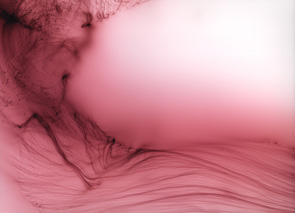
Fristilssimmare, 2003.
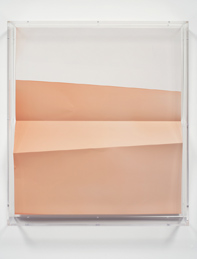
Lighter V, 2006.
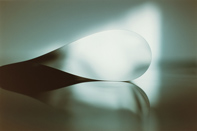
Vattendroppe, 2006.
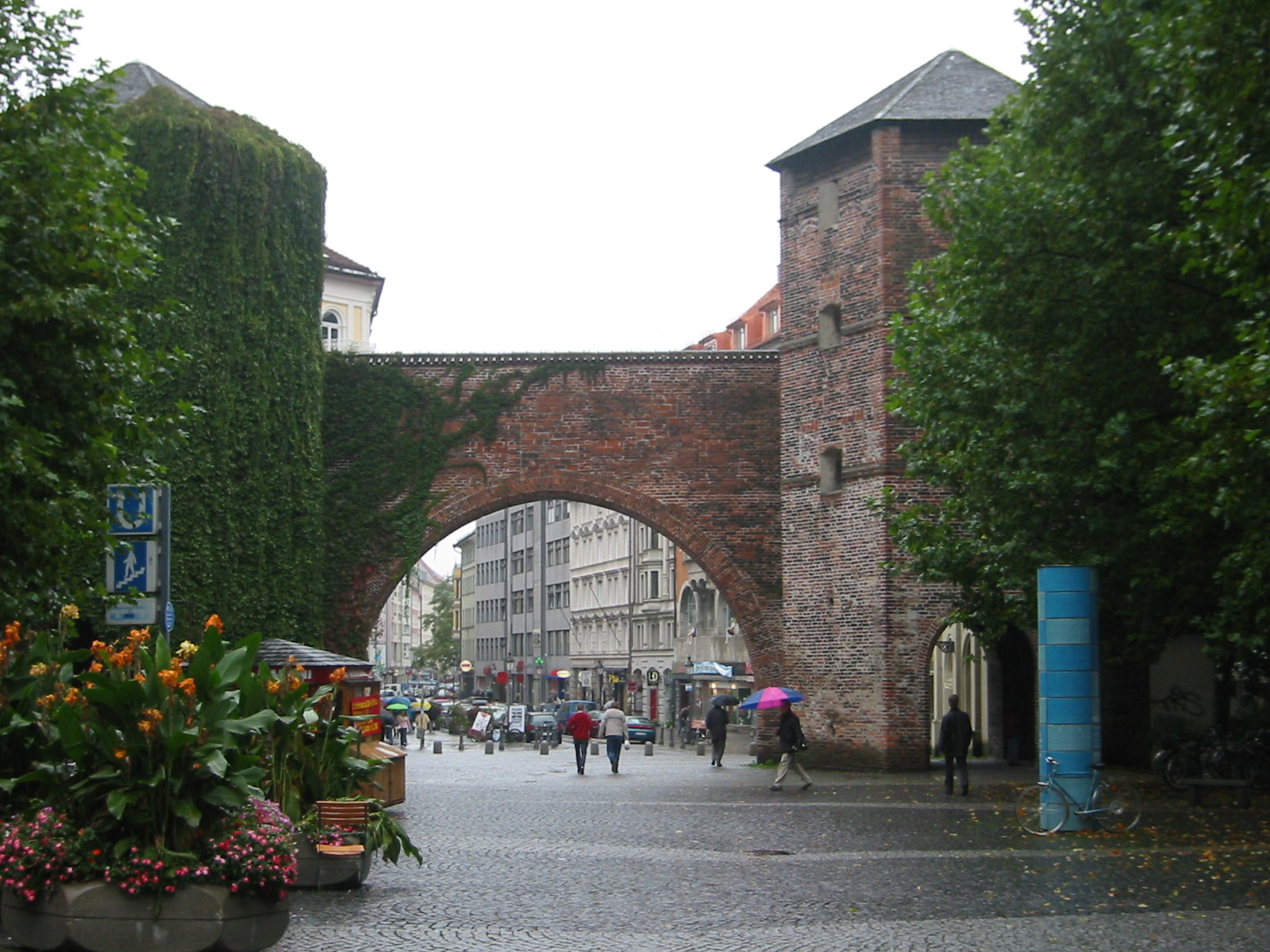
Sendlinger Tor i München.